# البنك العقاري التجاري
البنك العقاري التجاري هو بنك حكومي سوداني يقدم السلفيات والمساكن لموظفي الدولة و ذوي الدخل المحدود، افتتح البنك العقاري السوداني عام 1967م.

## التأسيس
أفتتح البنك العقاري السوداني في عام 1967م كبنك حكومي يقدم السلفيات لإنشاء المباني و المساكن لموظفي الدولة و منح البنك العقاري التجاري حتى عام 1988م حوالي 50.000 سلفية مباني لمختلف شرائح المواطنين.
أدخل النظام المصرفي في أنشطة البنك لدم موارده وإيراداته في عام 2003م مما مكنه من تمويل المجتمعات السكنية الكبيرة بالخرطوم وعطبرة و أم درمان,وفي نهاية عام 2009م وفي إيطار الإصلاح المصرفي داخل البنك السودان المركزي كمساهمة بمبلغ 60 مليون جنيه في رأس مال البنك، وفي عام 2010م تم تكوين مجلس إدارة جديد وهذا المجلس بدوره عين إدارة تنفيذيه للبنك متمثله في المدير العام ونائب المدير العام.

## التقنية المصرفية
واكب البنك كل التطورات في التقنيات المصرفية من بطاقات صراف آلي ومقاصة إلكترونية و الهواتف المصرفية ونقاط البيع و الرسائل القصيرة وغيرها وتم ربط الفروع مع بعضها لتسريع معاملات العملاء في الإيداع والتحاويل و كافة العمليات المصرفية، وهنالك عدة مشاريع بالتقنيات المصرفية منها:
1.إكمال نواقص بالنظام الأساسي.
2.تأهيل البنية التحتية للتقنية وهذا يشمل شبكات البيانات الداخلية و إحلال الأجهزة القديمة بأجهزة أخرى جديدة بعد مرمر 5 سنوات من تشغيلها.
3.تطوير نظام قواعد البيانات الموزعة.

## الفروع
هنالك العديد من فروع البنك العقاري التجاري منها:
1.البنك العقاري التجاري فرع نيالا.
2.البنك العقاري السوداني فرع مدني .

## المشاريع

### أولا المشاريع الكبيرة التي نفذها البنك
1.مشروع إسكان العمارات - شارع 61 - الخرطوم :
يتكون هذا المشروع من مرحلتين المرحلة الأولى مكونة من 7 أبراج تحتوي على 32 شقة، و المرحلة الثانية تتكون من عشرة أبراج تحتوي على 80 شقة سكنية و تبلغ مساحة الشقة 154 م2 و تضم الشقة ثلاثة غرف نوم و مطبخ وصالتين و بلكونات و حمامين.
2.المجمع السكني بمدينة جبره المزاد - الخرطوم:
بدأ تنفيذه غي ديسمبر 1990م وهو أول مشروع إستثماري يقوم البنك بتنفيذه مستغلاً لموارده الذاتية، يحتوي المشروع على ثلاثة أبراج يتكون البرج من ثلاثة طوابق تضم 24 شقة سكنية بالطوابق العليا و 22 محل تجاري.
3.مشرع إسكان دار السلام بأم درمان :
خصص هذا المشروع لبناء وحدات سكنية بغرض تمليكها للضباط و الجنود بالقوات المسلحة، خطط هذا المشروع لبناء 200 منزل و تم تنفيذ هذه الخطة كاملة بنهاية عام 1991م.
4.السكن الشعبي بمدينة عطبرة :
هذا المشروع يقع بالمنطقية الشرقية بمدينة عطبرة و صمم هذا المشروع لتشيد 250 وحده سكنية نفذت منها 162 وحدة سكنية.
5.مشروع المعمورة الإستثماري الخرطوم:
نفذ هذا المشروع بشراكة بين البنك العقاري السوداني و شركة مصر لأعمال الأسمنك المسلح و يتكون هذا المشروع من 12 عمارة سكنية تحتوي 120 شقة مزودة بكافة الخدمات.
6.مشروع أبي سعد للإسكان الشعبي:
في عام 1992 به أكثر من ألف وحده سكنية مساحة الوحدة 300 م2 لذوي الدخل المحدود.

### مشاريع تم تنفيذها بعد الخصصة في عام 2003 م
1.مشروع رويال ريزيدنس - المنشية - الخرطوم.
2.برج الناصر.
3.المدينة الترفيهية - بري - الخرطوم.
4.إنشاء كليات جديدة بجامعة العلوم واالتقانة.
5.أبراج الشاطئ بالخرطوم بعدد 45 شقة.
6.برج السوباط.
7.شركة مجموعة النيل للتعليم العالي لإنشاء كليات الطب و الصيدلة.

### المشاريع المستقبلية للبنك العقاري التجاري
1.إنشاء عدد 500 وحده سكنية لإتحاد المهندسين الزراعين.
2.تطوير برنامج الإداخر السكني.
3.هنالك برنامج خاص للصندوق القومي للإسكان و التعمير.
4.الحصول على عدة تعاقدات مع بعض الممولين بالخارج للحصول على تمويل طويل الأجل.
5.تشجيع الجهات البحثية و العملية التي تقدم ابتكارات واختراعات تدعم القطاع العقاري للبلاد.
6.التمويل العقاري للمباني الجماعية.
7.تمويل المصانع المحلية التي تعمل في مدخلات البناء.
8.تنفيذ مشاريع تعمل على توفير بدائل مواد البناء الاقتصادية.
9.دراسات لتمويل مشاريع إسكان المغتربين.